# Água de Pena
Água de Pena ist eine Gemeinde (Freguesia) im Kreis (Concelho) von Machico, im Nordosten der portugiesischen Insel Madeira. Am 19. April 2021 hatte Água de Pena 2749 Einwohner auf einem Gebiet von 5,1 km².

## Geschichte
Zarco, der Neuentdecker der Insel Madeira, landete 1419 in Machico. Es folgte die Besiedlung der Gegend. 1560 wurde Água de Pena eine eigene Gemeinde.
Im Zusammenhang mit dem Ausbau des 2000 eröffneten Flughafen Madeira wurde dessen Landebahn bis in das Gemeindegebiet verlängert.

## Verwaltung
Die Gemeinde (Freguesia) Água de Pena besteht aus folgenden Ortschaften (Sítios) und Neubausiedlungen (Bairros):
- Bemposta
- Igreja (Gemeindesitz)
- Lombo
- Queimada
- Bairro da Bemposta
- Bairro dos Pescadores